# Chantal Biya
Pour les articles homonymes, voir Biya.
Chantal Biya, née Chantal Pulchérie Vigouroux le 4 décembre 1970 à Dimako, est l'épouse en secondes noces du président de la république du Cameroun, Paul Biya. Elle est la troisième Première dame du Cameroun depuis son mariage, le 23 avril 1994. 
Elle est engagée dans un mouvement caritatif de lutte contre le SIDA.

## Biographie

### Enfance et débuts
Chantal Vigouroux est née le 4 décembre 1970 à Dimako (province de l'Est du Cameroun),. Elle est la fille de Rosette Ndongo Mengolo-Mboutchouang, ancienne Miss Bertoua (1967), devenue maire de Bangou en 2007, et de Georges Vigouroux, un Français ancien employé de la Société forestière et industrielle de Bélabo, qui la reconnaîtra plus tard. Elle grandit dans une famille de milieu modeste à Yaoundé.

### Première dame du Cameroun
Lors d'une première union, Chantal Vigouroux donne naissance à des garçons jumeaux, Franck et Patrick Hertz, nés avant son mariage avec Paul Biya, et devenus entrepreneurs dans la logistique.
Paul Biya devient président du Cameroun en 1982. Il est alors l'époux de Jeanne-Irène Biya, née en 1935 mais qui décède en 1992. Le président se remarie le 23 avril 1994 avec Chantal Pulchérie Vigouroux, qui devient dès lors Première dame du Cameroun. Ils ont deux enfants, Paul Junior et Anasthasia Brenda. Elle est célèbre pour son engagement humanitaire et ses coiffures extravagantes (elle est d'ailleurs surnommée la « Lionne du Cameroun »).
Elle crée la fondation Chantal Biya, reconnue d'utilité publique au Cameroun en 1999 et financée par le groupe Bolloré (qui entretient d'étroites relations avec le gouvernement de Paul Biya). Elle bénéficie du statut consultatif spécial du Conseil économique et social des Nations unies. Elle est présidente d’honneur de l’OFRDPC, la section qui regroupe les femmes du parti au pouvoir, le RDPC. Elle est également présidente-fondatrice des Synergies africaines, présidente du Cercle des amis du Cameroun, et ambassadrice de bonne volonté de l’UNESCO depuis le 14 novembre 2008. 
En novembre 2010, Bertrand Teyou publie le livre La Belle de la république bananière : Chantal Biya, de la rue au palais, ce qui lui vaut d'être emprisonné. Souffrant de problèmes de santé, il est finalement libéré fin avril-début mai 2011, sans que l'on sache si cette libération résulte du paiement effectué de l'amende de 2 millions de CFA pour diffamation, ou de raisons politiques ou de santé.
En janvier 2022, elle reçoit Ambari Azali, Première dame de l'union des Comores, invitée au Cameroun pour la 33e édition de la.Coupe d'Afrique des nations de football 2021.

## Honneurs et distinctions honorifiques
Depuis 2001, une course cycliste, le Grand Prix Chantal Biya porte son nom.
Chantal Biya est : 
- Ambassadrice spéciale de l'ONUSIDA
- Lauréate d'Or avec Cordon du Grand Prix Humanitaire de France (GPHF)
- Commandeur de l'Ordre international de la protection civile
- Ambassadrice de bonne volonté de l'UNESCO

## Œuvres sociales et humanitaires
Chantal Biya est l'initiatrice de plusieurs œuvres :
- La Fondation Chantal Biya[14], créée en 1994, elle a pour objectif principal l'aide aux couches sociales défavorisées et la lutte contre les souffrances.
- Les Synergies Africaines[15]; c'est une ONG qui regroupe les Premières dames du continent africain et qui intervient dans les domaines de la lutte contre la pandémie et la transmission mère-enfant du VIH, et l’assistance aux personnes démunies.
- Le Centre International de Référence Chantal Biya[16], a été inauguré le 23 février 2006 avec pour missions : La recherche, la santé publique, la formation et les essais cliniques afin d'améliorer la prise en charge des malades.